# Ukaan
Ukaan (auch Ikan, Anyaran, Auga oder Kakumo) ist eine sprachwissenschaftlich undokumentierte und spärlich beschriebene Niger-Kongo-Sprache und Dialektcluster mit ungewisser Zugehörigkeit zu einer Sprachgruppe.
Der Name Anyaran stammt von der Stadt Anyaran ab, wo diese Sprache gesprochen wird. Ukaan hat mehrere auseinanderdriftende Dialekte: Standard-Ikaan, Igau, Ayegbe (Iisheu), Iinno (Iyinno), welche untereinander nur eine schwache Verständlichkeit vergleichbar mit dem Bundesdeutschen und dem Schweizerdeutschen aufweisen.
Sprachwissenschaftler um Roger Blench vermuten, basierend auf Wörterbüchern der Sprache, dass die Sprache am nächsten den (Ost-)Benue-Kongo-Sprachen (oder äquivalent, den am meisten divergierenden der Benue-Kongo-Sprachen) zugeordnet werden kann.